# Emesis toltec
Emesis toltec är en fjärilsart som beskrevs av Tryon Reakirt 1866. Emesis toltec ingår i släktet Emesis och familjen Riodinidae. Inga underarter finns listade i Catalogue of Life.